# بیل‌دندان
بیل‌دندان (نام علمی: Amebelodon) نام یک سرده از تیره گوه‌دد است.